# Herman Musaph
Herman Musaph (* 7. Januar 1915 in Amsterdam; † 18. November 1992) war ein niederländischer Arzt, Sexualwissenschaftler, Autor und Hochschullehrer.
Musaph wurde in Amsterdam geboren. Als Kind einer jüdischen Familie wurde er in ein Konzentrationslager verbracht, das er als einziger seiner Familie überlebte. Musaph studierte an der Universität von Amsterdam Medizin. Nach dem erfolgreichen Studienabschluss erhielt er eine Anstellung als Hochschullehrer in den Niederlanden. Musaph konzentrierte sich auf das Themengebiet Dermatologie und veröffentlichte in diesem Bereich mehrere Werke. Ab 1977 lehrte Musaph als Hochschullehrer an der Universität Utrecht.
Musaph gründete die Dutch Society for Sexual Reform. Er schrieb das Buch Handbook of Sexology.
Musaph ist der Herman Musaph Award gewidmet, der jährlich von der European Society for Dermatology and Psychiatry (ESDaP) vergeben wird.

## Auszeichnungen
- Magnus-Hirschfeld-Medaille, 1990